# Station Saint-Blaise-la-Roche - Poutay
Station Saint-Blaise-la-Roche — Poutay is een spoorwegstation in de Franse gemeente Saint-Blaise-la-Roche. Het staat nabij de gemeentegrens en het gehucht Poutay in buurgemeente Plaine.